# Hermann Wagner (Geograph)

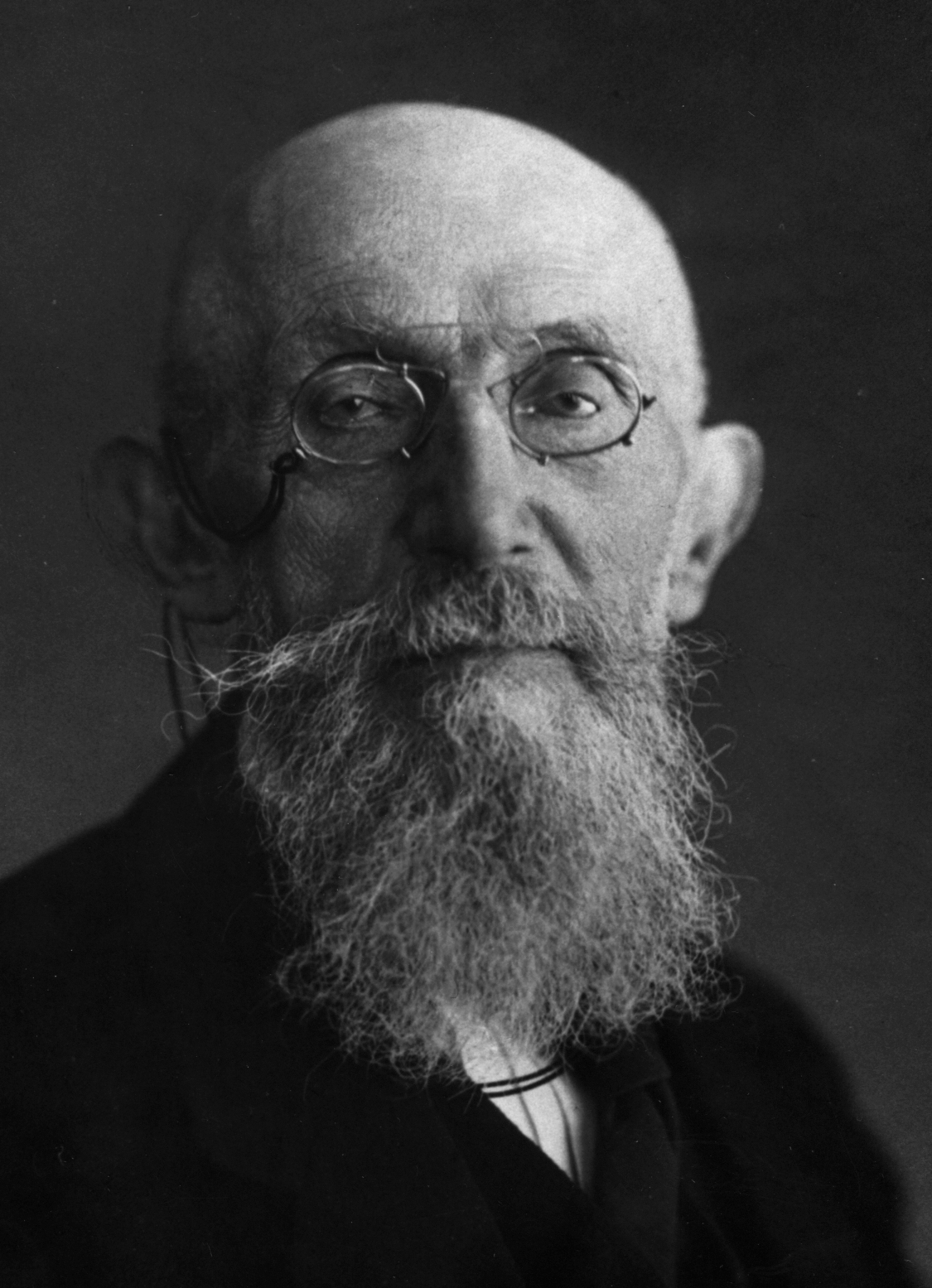
Hermann Wagner

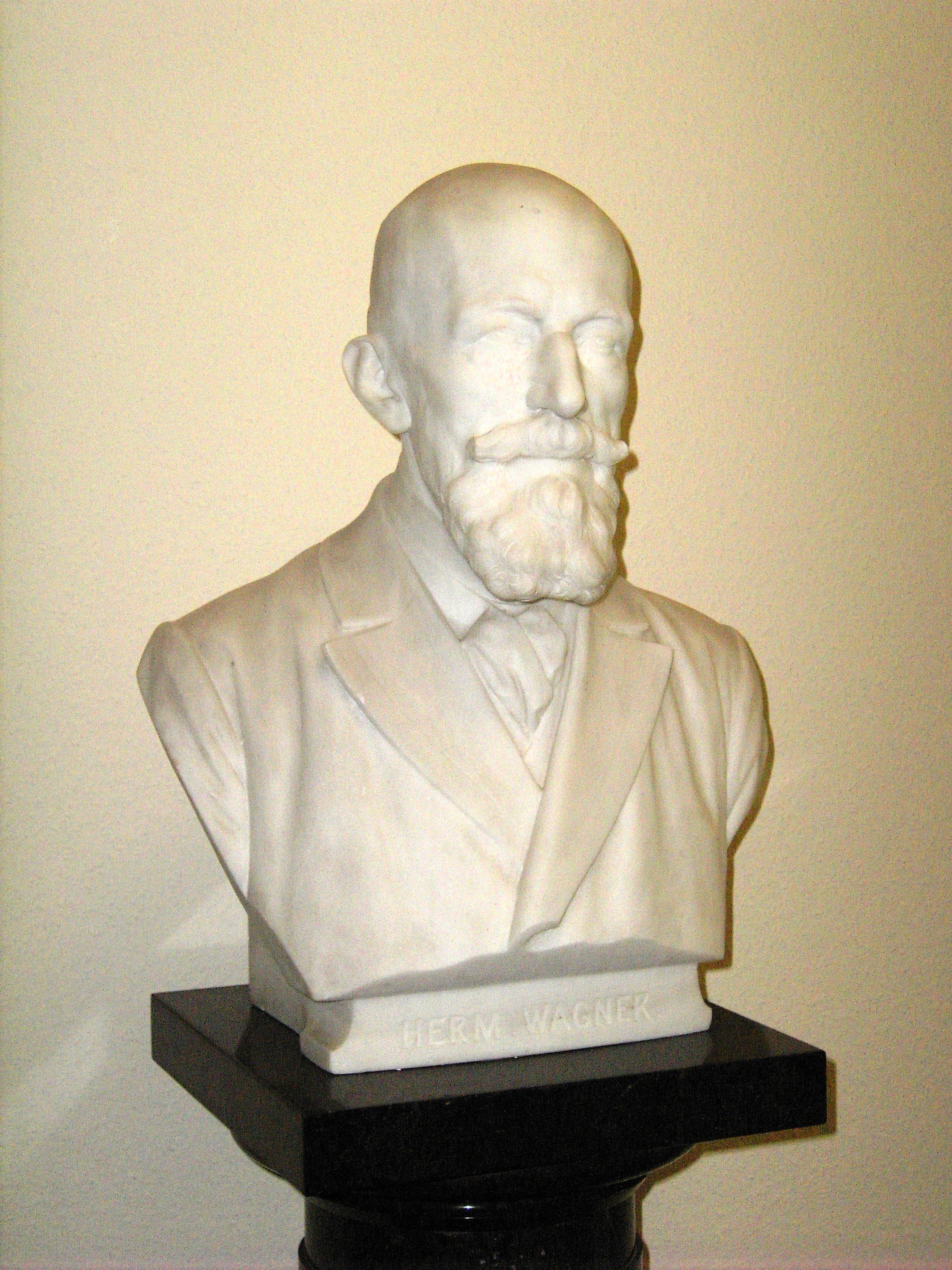
Marmorbüste, 1910

Hermann Hans Karl Wagner (* 23. Juni 1840 in Erlangen; † 18. Juni 1929 in Bad Wildungen) war ein deutscher Geograph und Kartograph.

## Leben
Hermann Wagner war der Sohn des Mediziners Rudolf Wagner (1805–1864) und dessen Frau Caroline Rosalie Wagner, geborene Henke (1813–1894). Sein Bruder war der Ökonom und Finanzwissenschaftler Adolph Wagner. Hermann Wagner besuchte in Göttingen das Gymnasium und studierte hier und in Erlangen Mathematik und Physik. In Erlangen wurde er 1859 Mitglied der Burschenschaft der Bubenreuther. Auf Wunsch des todkranken Vaters ging er zunächst in den Schuldienst nach Gotha und knüpfte hier enge Beziehungen zur Geographischen Anstalt von Justus Perthes, die zeitlebens bestehen blieben. 1876 wurde Wagner auf den neueingerichteten Lehrstuhl für Geographie nach Königsberg berufen, von wo er 1880 an die Universität Göttingen wechselte. Sein erster Schüler wurde Wilhelm Sievers, später war er Doktorvater von August Wolkenhauer. Sein Assistent Fritz Klute habilitierte sich bei ihm 1915. Er war Dekan der Philosophischen Fakultät (1886) und Prorektor der Universität Göttingen.
Zu seinem 70. Geburtstag erhielt Wagner eine von Adolf von Donndorf modellierte Büste aus Marmor. An deren Finanzierung hatte sich unter anderem die Geographische Gesellschaft zu Lübeck mit einem Beitrag in Höhe von 30 Goldmark beteiligt. 1920 wurde Wagner emeritiert. Die Grußadresse zum Abschied aus dem akademischen Lehramt wurde von allen 80 deutschen Hochschullehrern der Erdkunde unterzeichnet.
Hermann Wagner war mit Elisabeth Wagner, geb. Besser (1847–1875), verheiratet. Das Ehepaar hatte drei Töchter, die alle Professoren heirateten: Margarete Wagner den Kirchenhistoriker Carl Mirbt, Dora Wagner den Rechtswissenschaftler Gerhard Alexander Leist und Rosa Wagner den Germanisten Victor Michels.

## Leistungen und Ehrungen
Wagner war ein Pionier auf dem Gebiet der physischen Geographie und trug maßgeblich zur Entwicklung der modernen Geomorphologie bei. Er war einer der ersten Geographen, die die Bedeutung von Klima und Wetter für die Landschaftsentwicklung erkannten und untersuchten. Seine Forschungen konzentrierten sich auf die Entstehung von Gebirgen, Flüssen und Küstenlinien sowie auf die Auswirkungen von Klima und Wetter auf die Landschaft.
Wagner veröffentlichte zahlreiche Bücher und Artikel über Geographie und Geologie, darunter "Die physikalische Geographie" (1883) und "Die Entstehung der Gebirge" (1893). Er war auch ein aktives Mitglied der Deutschen Geographischen Gesellschaft und wurde 1902 zu ihrem Präsidenten gewählt.
In der Festschrift zum 80. Geburtstag von Hermann Wagner wurden seine 273 Veröffentlichungen einzeln aufgeführt, dabei handelt es sich unter anderem um 90 selbständige Werke und Atlanten und 88 Aufsätze. Hermann Wagner ist der Begründer des Geographischen Institutes der Georg-August-Universität und nimmt für die Entwicklung der modernen Geographie eine Schlüsselstellung ein. Schwerpunkt seiner vierzigjährigen Lehrtätigkeit war die Verbesserung des geographischen Unterrichts und die Ausbildung wissenschaftlich qualifizierter Geographielehrer. Diesem Zweck dienten auch seine erfolgreichen Bemühungen um die Ausbreitung der Geographie an den deutschen Universitäten. Ab 1902 übernahm er die Errichtung und Leitung eines geophysikalischen Observatorium in Samoa.
Im Jahre 1878 wurde Hermann Wagner zum Mitglied der Leopoldina gewählt. und 1908 erhielt er die Carl-Ritter-Medaille. 1930 wurde der Göttinger Grüne Weg, in dem sich seit 1896 Wagners Wohnhaus befand, in Wagnerstraße umbenannt. Am Haus Wagnerstraße 8 wurde 2005 zudem eine Gedenktafel angebracht.

## Schriften (Auswahl)
- Maassbestimmungen der Oberfläche des grossen Gehirns. Göttingen 1864 (Dissertation)
- Die Bevölkerung der Erde (Ergänzungshefte), 1866
- Statistisches Jahrbuch im Gothaischen Hofkalender Neugestaltung, 1869
- Lehrbuch der Geographie (Neubearbeitung der 4. Auflage von Hermann Guthe),- (Digitalisat) (Digitalisat der 5. Aufl., Teil 1, 1882), 1877–1879
- 1888 Sydow - Wagners Methodischer Schulatlas.[4]
- Heinrich Berghaus, Nekrolog in: Leopoldina, Band 27, Halle a. S. 1891,  S. 28–30 (Google Books) und S. 43–45 (Google Books).
- Göttinger Professoren. Lebensbilder von eigener Hand; Hermann Wagner, Professor für Geographie in Göttingen seit 1880 (= Universitätsbund Göttingen Mitteilungen Jg. 5, Heft 2), 1924.